# Mastodont american
Mastodontul american (Mammut americanum) este o specie dispărută din familia Proboscidea.

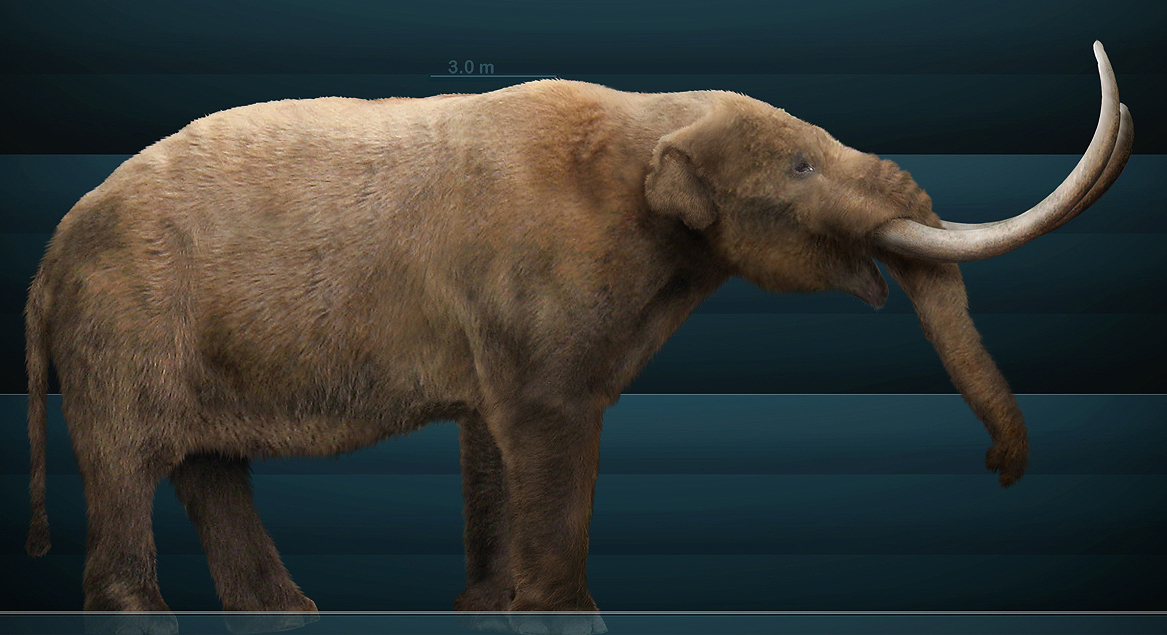
Reconstituire pe calculator.

El a populat America de Nord, de la Alaska și până-n Mexic. Descoperiri separate au fost de asemenea făcute în America Centrală, în special, în Honduras. Cele mai numeroase descoperiri s-au efectuat în estul Statelor Unite, în special în statul Florida și regiunea Marilor Lacuri. A viețuit de la sfârșitul Pliocenului și în timpul Pleistocenului, în special în păduri. Cele mai multe descoperiri datează de la sfârșitul Pleistocenului. Motivele dispariției mastodonților sunt în curs de dezbatere.
Reprezentanți speciei au avut în medie 2,4 – 3,0 m în înălțime și cântăreau 5 – 6 tone. Se crede că Mastodontul american a avut o blană destul de densă, dar într-o măsură mai mică decât mamutul lânos.